# Mount Clara
Mount Clara ist ein 790 m hoher Berg im Südosten Südgeorgiens. Er ragt östlich des Mount Normann und südlich des Larsen Harbour auf.
Wissenschaftler der britischen Discovery Investigations kartierten und benannten ihn im Jahr 1927. Der Benennungshintergrund ist nicht überliefert.